# Juan José Ibarretxe
Juan José Ibarretxe Markuartu (Llodio, 15 maggio 1957) è un politico ed economista spagnolo proveniente dai Paesi Baschi.
Esponente di spicco del Partito Nazionalista Basco (PNV), è stato il quinto Lehendakari (presidente del governo basco) della storia, il terzo da quando è stata ripristinata la democrazia in Spagna. Rimase in carica dal 2 gennaio 1999 al 7 maggio 2009

## Biografia
Nato nella città basca di Llodio (Álava) in una famiglia della classe operaia, studiò Scienze dell'economia e dell'impresa presso la facoltà di Sarriko (Bilbao).
Dopo la laurea lavorò brevemente nel settore privato, per dedicarsi poi alla politica, ricoprendo il ruolo di sindaco della sua città natale.
In seguito ricoprì ruoli in seno alla commissione Economia e bilancio del Parlamento basco, organo nel quale diverrà prima membro e poi presidente.

## Sindaco e parlamentare

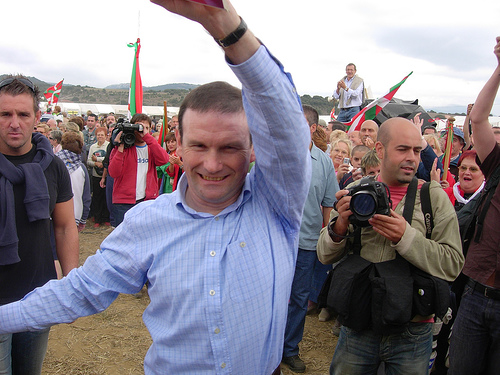
Ibarretxe allAlderdi Eguna, 2005

Iniziò la carriera politica nel 1979 aderendo al Partito Nazionalista Basco (EAJ-PNV). Dopo quattro anni di militanza venne candidato sindaco a Llodio per le elezioni comunali nel 1983. In esse ottenne il 31,5% dei voti venendo eletto primo cittadino, incarico mantenuto fino al 1987.
Ibarretxe abbinò il ruolo di sindaco a quello di membro sia del consiglio provinciale di Álava (dove è stato procuratore nel biennio 1983-1994 e presidente dal 30 settembre 1986 al 26 giugno 1991) che del Parlamento basco, nel quale fu eletto nel 1984.
Due anni dopo la sua elezione al Parlamento basco venne nominato presidente della commissione per l'economia e il bilancio, responsabilità che ricoprì per tre mandati fino al 4 gennaio 1995 quando, dopo le elezioni regionali, il Lehendakari''José Antonio Ardanza lo nominò vicepresidente del suo governo, nonché responsabile delle finanze e della pubblica amministrazione.

## Lehendakari
Candidato dal suo partito alla presidenza del governo basco per le elezioni del 25 ottobre 1998, fu eletto Lehendakari, insediandosi il 2 gennaio 1999.
Il suo primo governo fu formato grazie all'appoggio sia di Eusko Alkartasuna che di Euskal Herritarrok.
Dopo nemmeno un anno l'ETA ruppe il Patto di Estella, firmato poco prima dell'insediamento del nuovo esecutivo, accusando il governo di non aver rispettato gli accordi. Questa situazione portò una rottura dell'alleanza con Euskal Herritarrok, braccio politico dell'organizzazione terroristica, che abbandonò il governo nel settembre 2000, lasciandolo senza i "numeri" per governare.
Si dovette andare ad elezioni anticipate, svoltesi nel maggio dell'anno successivo.
Dopo una campagna elettorale tra le più aspre della storia dei Paesi Baschi, la coalizione tra il PNV ed EA ottenne una risicata maggioranza sul blocco formato dai popolari uniti ai socialisti.
Con l'appoggio esterno di Euskal Herritarrok, il 12 giugno 2001 Ibarretxe venne eletto nuovamente Lehendakari.
Durante la sua seconda legislatura approvò, nell'ottobre 2003, il controverso Piano Ibarretxe, che prevedeva i Paesi Baschi come stato libero associato alla Spagna, con un proprio ordinamento giuridico separato. Questo piano sarebbe poi stato sottoposto all'approvazione popolare tramite un referendum.
In risposta il governo centrale spagnolo, guidato da José María Aznar, promulgò il 28 novembre 2003 un decreto nel quale si vietava la consultazione referendaria, introducendo sanzioni penali per chi lo avesse indetto.
Le controversie si trascinarono fino al 2005, quando il definitivo divieto sancito dalla camera dei deputati spagnola, portò Ibarretxe a convocare elezioni anticipate per il 17 aprile 2005, con l'intenzione di ottenere un voto plebiscitario in relazione alla proposta.
Tuttavia il risultato non fu particolarmente positivo, con numeri di gran luga inferiori alle attese: la coalizione tra il PNV ed EA ottenne una percentuale di voti pari al 38,67%, con 29 membri eletti sul totale di 75.
La sua rielezione, avvenuta il 23 giugno 2005, fu possibile anche grazie all'appoggio del Partito Comunista Basco. La sua politica, in questo mandato, fu incentrata alla collaborazione con il governo spagnolo, guidato da Zapatero, al fine di porre fine alla violenza dell'ETA.
Per questo fu protagonista di incontri con alcuni esponenti di Batasuna, partito dichiarato fuorilegge, che gli causarono una citazione a giudizio dal Tribunale Superiore dei Paesi Baschi,
causa archiviata l'11 gennaio 2009.
È stato Lehendakari durante tre legislature, sempre a capo di governi di coalizione.

## La sconfitta
Per le elezioni per il governo basco del 2009 il PNV candidò nuovamente Juan José Ibarretxe a lehendakari. I risultati videro il partito ottenere circa 400.000 voti (pari al 38,56%), per una rappresentanza di 30 deputati.
Tuttavia, nonostante il proprio partito fosse il più votato, fu il Partido Socialista a conquistare la carica di lehendakari, grazie all'accordo con il Partito Popolare e Unione, Progresso e Democrazia, che permise al candidato Patxi López la maggioranza necessaria.
Ibarretxe annunciò il suo ritiro dalla politica il 5 maggio 2009.